# Православна епископска конференција Италије и Малте
Православна епископска конференција Италије и Малте (итал. Conferenza episcopale ortodossa d'Italia e Malta — CEOIM је координационо тело православних епископа, свих православних цркава које делују на територији Италије и Малте.

## Чланови
- Митрополит Италије и Малте Генадије (Цариградска патријаршија)
- Епископ корсунски Нестор (Московска патријаршија)
- Епископ аустријско-швајцарски Андреј (Српска патријаршија)
- Епископ италијански Силуан (Румунска патријаршија) и
- Епископ константијски Антоније (Бугарска патријаршија).

## Историја
Први састанак Архијерејског сабора Италије и Малте одржан је 15—17 новембра 2009. године. На састанку је одлучено да се припреми нацрт подзаконских аката за потребе епископске сарадње у Италији и на Малти.
На позив митрополита Италије и Малте Генадија 31. марта 2010. у Венецији у згради митрополије Цариградске патријаршије, одржан је други састанак канонских православних епископа у Италији и Малти. На састанку је разматран нацрт подзаконских аката предложених на првом састанку. Дана 17. новембра 2011. у Венецији одржан је трећи састанак Православне епископске конференције Италије и Малте.